# Музей Герхарта Гауптмана (Эркнер)
Музей Герхарта Гауптмана (нем. Gerhart-Hauptmann-Museum) — музей в городе Эркнер в честь немецкого поэта и нобелевского лауреата Герхарта Гауптмана, который жил здесь с 1885 по 1889 год.

## История
Вскоре после смерти Герхарта Гауптмана в 1946 году было принято решение об открытии в честь поэта музея. Его наследие в то время хранилось в Мюггельхайме. В 1948 году архив Гауптамана перенесли в Гогенхаус в Радебойле. Оставшаяся часть из Мюггельхайма была передана в Бранденбургский музей в Берлине, где в 1981 году была открыта экспозиция в честь поэта. Архив Гауптмана в Радебойле был упразднён в 1982 году; его содержимое в конце 1982 года перенесли в мемориальную комнату поэта в Эркнере, которая была создана ещё в 1957 году на вилле Лассен. В 1986—1987 годах вилла была полностью отремонтирована. 14 ноября 1987 года, за день до 125-летия Герхарта Гауптмана, здесь был открыт музей в его честь.
Экспозиция музея посвящена всей жизни поэта, а не только периоду, который он прожил в Эркнере. В первой части музея демонстрируются первые издания произведений поэта; большое внимание уделяется истории создания его пьес «Ткачи» и «Бобровое пальто». Здесь же находится свидетельство о получении Герхартом Гауптманом Нобелевской премии по литературе. На первом этаже находятся комнаты, в которых жил поэт. От оригинальной мебели сохранились только диван и два кресла. Кабинет перенесён из квартиры Гауптмана в Грюневальде, в Берлине, в которой он жил с 1897 года. Всего собрание музея включает около 30 000 экспонатов, имеющих отношение к жизни и творчеству поэта.
Музей в Эркнере является одним из четырёх в Ассоциации музеев Герхарта Гауптмана, два из которых находятся в Германии, а два в Польше. В Германии, кроме музея в Эркнере, это музей в Хиддензе. В Польше — в Ягняткове (бывший Агнетендорф) и Шклярска-Порембе (бывший Пореба). Новым членом ассоциации стал Гогенхауз в Радебойле, в Саксонии, где Гауптман жил с супругой Марией, урождённой Тинеман.